# Sherlock Holmes: la aventura

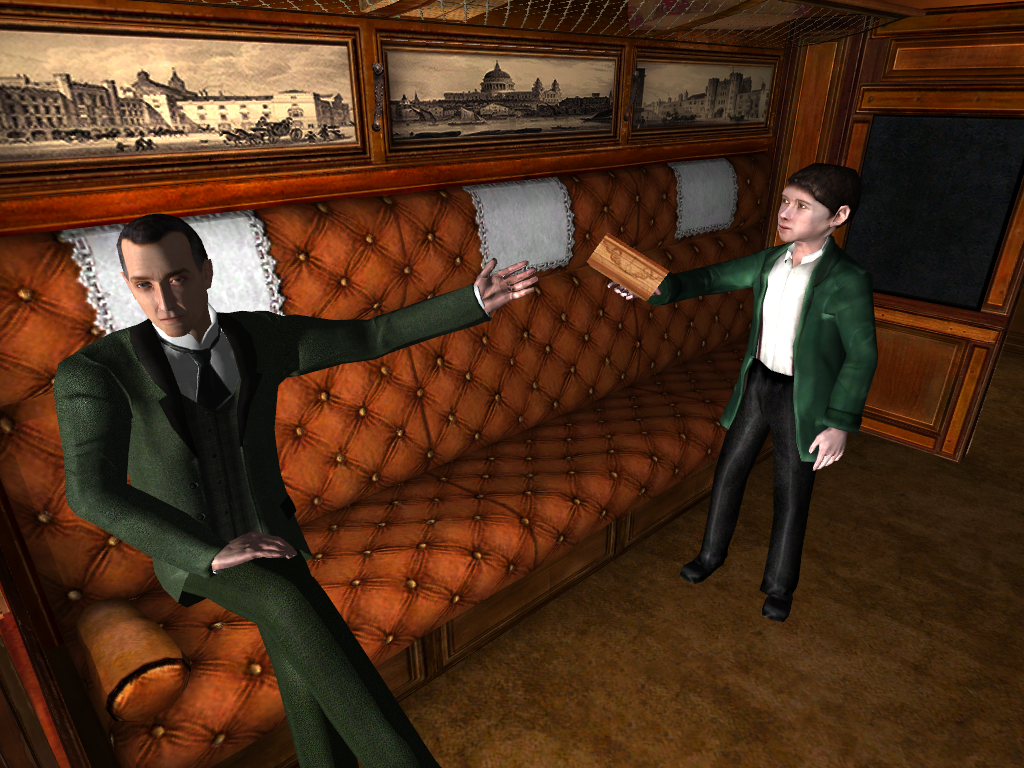
SH3 - Sherlock Holmes y Hércules Poirot.

Sherlock Holmes: La Aventura (en inglés Sherlock Holmes: The Awakened) es un videojuego en primera persona creado por los estudios Frogwares y distribuido por FX Interactive. Es el tercer juego de la serie de videojuegos inspirada en el famoso detective, creado por Sir Arthur Conan Doyle.

## Trama

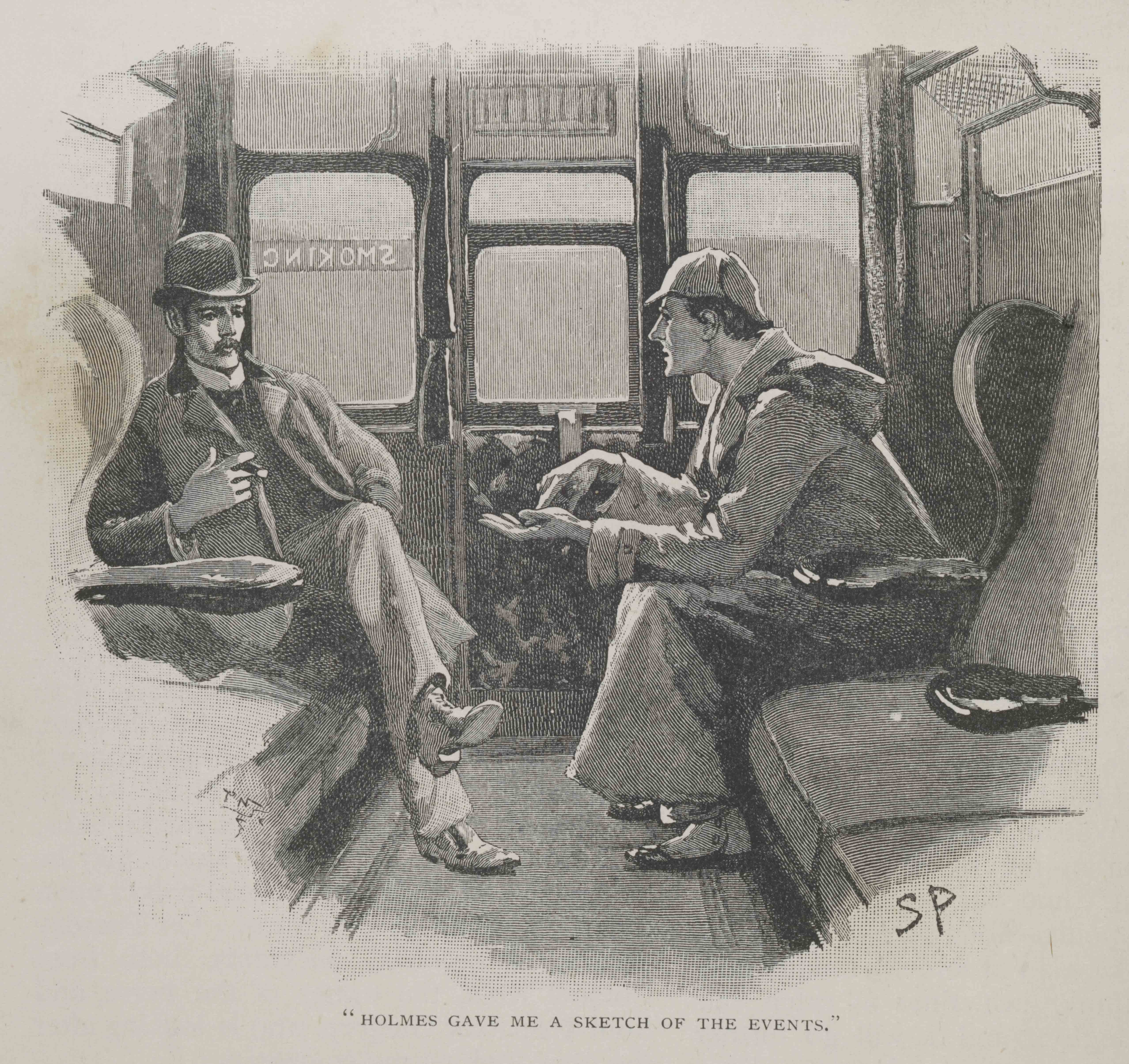
Sherlock Holmes junto a su fiel compañero, el doctor Watson

El 6 de septiembre de 1894, Sherlock Holmes mira por su ventana, aburrido porque no tiene casos que resolver que sean dignos de su talento. Al rato, se entera de que un joven mayordomo maorí, que trabaja para el Capitán Stenwick, ha desaparecido misteriosamente. Holmes rápidamente deduce no sólo que el chico ha sido secuestrado, sino también que dos hombres—uno significativamente más grande que el otro— fueron los responsables. Algunas pistas apuntan a los muelles junto al Támesis, y allí, él y Watson descubren que ha habido otros secuestros muy similares en transcurso. Con más investigación se dirigen a un templo abandonado, en cuyo interior hay un altar de sacrificios ocupado por un cuerpo ensangrentado y torturado con serpientes deslizándose de una manera espantosa. También encuentran opio con morfina, y este descubrimiento les dirige a Suiza, después de encontrar una caja con el nombre "Instituto Edelweiss Negro".
El Instituto Edelweiss Negro resulta ser un asilo mental suizo, y Holmes y Watson urden un pequeño plan para averiguar más sobre el lugar. Vistiendo un traje y fingiendo ser otra persona, Holmes consigue que lo encierren en el asilo. Después de escapar de su celda, se encuentra con una prueba más de tráfico de drogas, así como el grado de las fechorías del Dr. Gygax, director del instituto. No sólo el médico ha estado realizando experimentos peligrosos en víctimas indefensas en el asilo, sino también que él es parte de un culto que espera la llegada del "Único". Para escapar de Gygax y del asilo, Holmes utiliza a Moriarty como distracción (que es un paciente en estado débil y amnésico después de haber sobrevivido a la caída de las cataratas de Reichenbach) recordándole el odio que tiene hacia Sherlock Holmes y engañándolo diciendo que es el Dr. Gygax.
Su próxima parada es Nueva Orleans (que fue mencionada en un telegrama a Gygax), donde Holmes y Watson oyen hablar de Davy, un joven que no ha sido visto desde hace cinco días. Le encuentran, aunque mudo debido a un trauma psicológico. Después de que Watson le trata, Davy escribe en una pizarra una serie de números, que resultan ser coordenadas que apuntan a un faro en una costa escocesa. Allí, Holmes y Watson tienen un enfrentamiento final con los adeptos seguidores de Cthulhu y su líder Lord Rochester, cuya fortuna financia la secta.
Holmes logró detener la invocación, pero una furiosa tormenta aparece, que Rochester siente como la llegada de Cthulhu. Holmes intenta detener a Rochester, pero salta a su muerte al embravecido mar de abajo. Cuando la aventura termina, Watson, que sufre de constantes pesadillas, comienza a escribir sobre los eventos que vivieron, mientras Holmes continúa preocupado por el futuro, pues en su huida del asilo mental ha liberado a su archienemigo Moriarty y le ha recordado su enemistad, por lo que se trata de una bomba de tiempo que amenaza la tranquilidad del Reino Unido.

## Curiosidades
- Durante la aventura, Sherlock y Watson se encuentran con Hércules Poirot, otro detective ficticio creado por Agatha Christie, pero aun siendo niño. Como él recibe la ayuda de Holmes para resolver un puzle, Watson le dice que para resolver grandes problemas se tienen que utilizar todas las "células grises del cerebro".
- Sigmund Freud aparece en el Instituto Edelweiss Negro, en Suiza, como uno de los pacientes del piso subterráneo. Se encuentra dentro de una celda, recostado sobre su colchón a manera de diván como posteriormente comenzaría a utilizar para la terapia del psicoanálisis.
- Otro de los pacientes del Instituto Edelweiss Negro es Montecalf (Montcalfe), un personaje que aparece en la precuela Sherlock Holmes: El misterio de la momia.
- En el diario Strand que se recoge al iniciar y cuando se va a terminar el juego se pueden leer dos noticias de robos recientes cometidos por una persona de identidad desconocida que solamente ha dejado una nota con las iniciales "A.L.", que claramente son las primeras letras del nombre de Arsène Lupin, el famoso ladrón de guante blanco que aparece en la secuela Sherlock Holmes y el rey de los ladrones.